# Medal „Za Odwagę” (ZSRR)
Medal „Za Odwagę” (ros. Медаль «За отвагу») – radzieckie odznaczenie wojskowe ustanowione dekretem Prezydium Rady Najwyższej ZSRR z 17 października 1938 roku (równocześnie zatwierdzono regulamin i opis, które później nieco zmieniono).
Ustanowienie medalu wiąże się z walkami Armii Czerwonej przeciwko wojskom japońskim stoczonymi w 1938 roku w rejonie jeziora Chasan, gdzie wojska radzieckie rozbiły oddziały japońskie i zmusiły je do wycofania z terytorium ZSRR.

## Zasady nadawania
Medalem „Za Odwagę” nagradzani byli żołnierze Armii Czerwonej (od 1946 roku Armii Radzieckiej), Floty Czerwonej, wojsk ochrony pogranicza, wojsk wewnętrznych oraz inni obywatele radzieccy. Mogły być nim nagradzane również osoby niebędące obywatelami ZSRR.
Medal „Za Odwagę” został ustanowiony dla nagradzania za osobiste męstwo i odwagę okazane przy obronie socjalistycznej ojczyzny i wypełnianiu żołnierskiego obowiązku.
Zgodnie z regulaminem medalem nagradza się za osobiste męstwo i odwagę wykazane:
- w walkach z wrogami socjalistycznej ojczyzny,
- przy obronie granicy państwowej ZSRR,
- przy wypełnianiu żołnierskiego obowiązku w sytuacjach zagrożenia życia.

Do czerwca 1941 roku medalem „Za Odwagę” wyróżniono około 26 tysięcy osób. W okresie II wojny światowej nadano ponad 4 miliony medali, a do 1983 roku około 4,5 miliona.

## Opis odznaki
Odznakę medalu stanowi wykonany ze srebra krążek o średnicy 37 mm, na którego awersie znajdują się:
- w górnej części – wyobrażenie trzech lecących samolotów
- w środkowej części – emaliowany na czerwono napis ЗА ОТВАГУ (za odwagę), a poniżej czołg (T-35)
- w dolnej części – emaliowany na czerwono napis СССР (ZSRR).

Odwrotna strona medalu (rewers) jest gładka z kolejnym numerem.
Medal był noszony na metalowej pięciokątnej baretce obciągniętej wstążką koloru szarego z dwoma niebieskimi wąskimi paskami po bokach. Do czerwca 1943 medal był noszony na niewielkiej prostokątnej baretce obciągniętej czerwoną wstążką, podobnie jak medal Złotej Gwiazdy.